# Eugène Soudan
Eugène Edouard César Gaëtan Soudan (Ronse,  4 december 1880 - Brussel, 30 november 1960) was een Belgisch politicus, burgemeester en minister voor de BWP.

## Biografie
Eugène Soudan groeide op in een welgestelde liberale burgerlijke familie uit Ronse. Aan de Rijksuniversiteit Gent behaalde hij een kandidatuur in de wijsbegeerte, waarna hij promoveerde tot doctor in de rechten aan de Université libre de Bruxelles. Vervolgens vestigde hij zich als advocaat in Brussel. Van 1928 tot 1929 was hij stafhouder. In 1919 werd hij eveneens benoemd tot docent en in 1922 tot hoogleraar aan de ULB, waar hij van 1936 tot 1939 tevens decaan van de faculteit Rechtsgeleerdheid was. Vanaf 1945 was hij lid van de beheer- en de academieraad van de ULB en was van 1945 tot 1946 ondervoorzitter van de beheerraad. Daarnaast was hij ook vrijmetselaar.
In Ronse werd hij aanvankelijk lid van de Liberale Jonge Wacht en behoorde tot de progressieve strekking. In 1899 stapte met een deel van de progressieve liberalen uit Ronse over naar de socialistische BWP en groeide al vrij snel uit tot het kopstuk van de BWP-afdeling van Ronse. Van 1919 tot 1936 zetelde hij voor deze partij namens het arrondissement Oudenaarde in de Kamer van volksvertegenwoordigers. Bij de verkiezingen van 1936 werd hij niet herkozen, waarna hij van 1936 tot 1939 als gecoöpteerd senator in de Senaat zetelde. Van 1939 tot 1958 was hij nogmaals volksvertegenwoordiger. Van 1949 tot 1955 was hij in de Kamer de voorzitter van de commissie-Harmel, een onderzoekscommissie voor de "nationale oplossing van de maatschappelijke en rechtskundige vraagstukken in de Vlaamse en Waalse gewesten". Als parlementslid was hij mede-indiener van verschillende wetsvoorstellen rond amnestie voor activisten.
Van 1921 tot aan zijn overlijden was hij eveneens gemeenteraadslid van Ronse, waar hij van 1926 tot 1958 burgemeester was. Bovendien volgde Soudan een ministeriële loopbaan: van 1935 tot 1936 en van 1939 tot 1940 was hij minister van Justitie, in 1938 was hij enkele maanden minister van Financiën, in 1939 was hij korte tijd minister van Buitenlandse Zaken en in 1940 voor korte tijd minister van Openbaar Onderwijs. Als minister van Onderwijs legde hij de basis voor culturele autonomie en in 1935 nam hij als minister van Justitie het wetsontwerp met betrekking tot het taalgebruik in rechtszaken over van zijn voorganger Paul-Emile Janson.
Nadat hij na de uitbraak van de Tweede Wereldoorlog de regering-Pierlot V niet naar Londen volgde, bleef hij als minister zonder portefeuille achter in Frankrijk, samen met onder meer Paul-Emile Janson en Arthur Vanderpoorten. Op 26 oktober 1943 werd hij in Frankrijk aangehouden door de Duitsers en opgesloten in de gevangenis van Fresnes. Via Compiègne werd hij naar het concentratiekamp van Buchenwald overgebracht, waar tevens Paul-Emile Janson, eveneens minister Zonder Portefeuille, opgesloten was. Soudan overleefde het concentratiekamp en werd op 11 april 1945 door het Amerikaanse leger bevrijd. In 1945 werd Soudan benoemd tot minister van Staat.